# 정통 칼리파

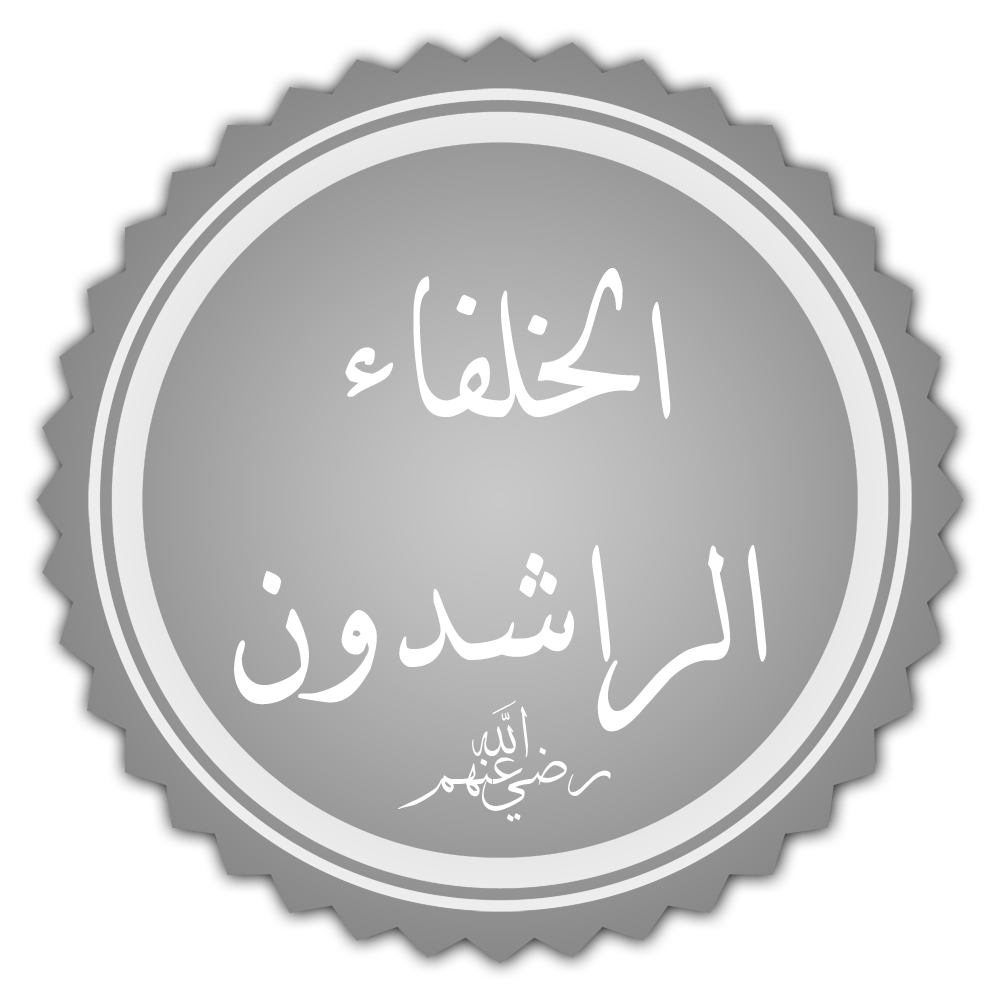

라시둔 칼리파(الخلافة الراشدية, Rashidun Caliphate)는 선지자 무함마드(마호메트)를 계승한 네 명의 이슬람교 칼리파들을 가리킨다.(632-661) 아랍어로 정통 칼리파(the rightly guided Caliphs, the righteous Caliphs; الخلفاء الراشدون, al-Khulafā’u r-Rāshidūn)라는 뜻으로, 이슬람교 순니파의 규정에 따라 부르는 이름이다.(시아파에서는 마지막 칼리파 알리 이븐 아비 탈리브만을 첫 이맘으로 인정한다) 정통 칼리파 시대의 전성기 판도는 아라비아 반도를 중심으로 이란고원에서 북아프리카까지 넓은 영역을 관할하였다.